# Armiński (krater księżycowy)
Armiński – krater na powierzchni Księżyca o średnicy 26 km, położony na 16,4° południowej szerokości selenograficznej i 154,2° długości wschodniej.
Decyzją Międzynarodowej Unii Astronomicznej w 1976 roku został nazwany imieniem polskiego astronoma Franciszka Armińskiego.